# Collobrières
Collobrières ist eine französische Gemeinde mit 1813 Einwohnern (Stand 1. Januar 2022) im Département Var in der Region Provence-Alpes-Côte d’Azur.

## Bevölkerung
| Jahr      | 1962  | 1968  | 1975  | 1982  | 1990  | 1999  | 2006  | 2015  |
| --------- | ----- | ----- | ----- | ----- | ----- | ----- | ----- | ----- |
| Einwohner | 1.169 | 1.176 | 1.135 | 1.337 | 1.435 | 1.596 | 1.691 | 1.919 |

## Wirtschaft
Die Herstellung von Kastanienmus und kandierten, Marrons glaces genannten Esskastanien, ist eine Spezialität dieser Gegend. Historische Maschinen zur Maronenverarbeitung können im Museum einer Confiserie besichtigt werden (Eintritt frei). Spezialität dieses Hauses ist unter anderem eine Eiscreme aus Maronen.
Die Verarbeitung von Korkeichenrinde und der Weinbau (Appellation Côtes de Provence) gehören ebenfalls zu den Einnahmequellen.
Eine weitere Besonderheit stellt die Möglichkeit dar, in Collobrières noch mit Francs zu bezahlen.

## Sehenswürdigkeiten
- Chartreuse de la Verne: Etwa 12 km östlich liegt die ehemalige Kartause in einer einsamen Waldlandschaft. Die bedeutenden Klosteranlagen aus dem 12. bis 18. Jahrhundert werden zurzeit umfangreich restauriert. Der kurvenreiche und teilweise unbefestigte Weg dorthin ist bis zur Kartause befahrbar. Außer im Januar, an einigen Feiertagen und dienstags kann die Anlage besichtigt werden.
- Notre Dame des Anges: Etwa 16 km nördlich über den „Col de la Fourche“, 536 m hoch, erreicht man die Kapelle auf dem höchsten Punkt des Massif des Maures (779 m). Neben dem Sakralbau befinden sich Unterkünfte für Pilger und ein kleiner Kreuzgang. Der Platz vor der Kapelle bietet Fernblicke.
- Massif des Maures: Die Berge sind eine vielbesuchte Ausflugslandschaft. Eine besonders schöne Straße in südlicher Richtung führt nach Le Lavandou mit seinen reizvollen Stränden am Mittelmeer.
- Menhire de la Ferme Lambert, Menhir de Babaou und Menhir de Saint-Guillaume.

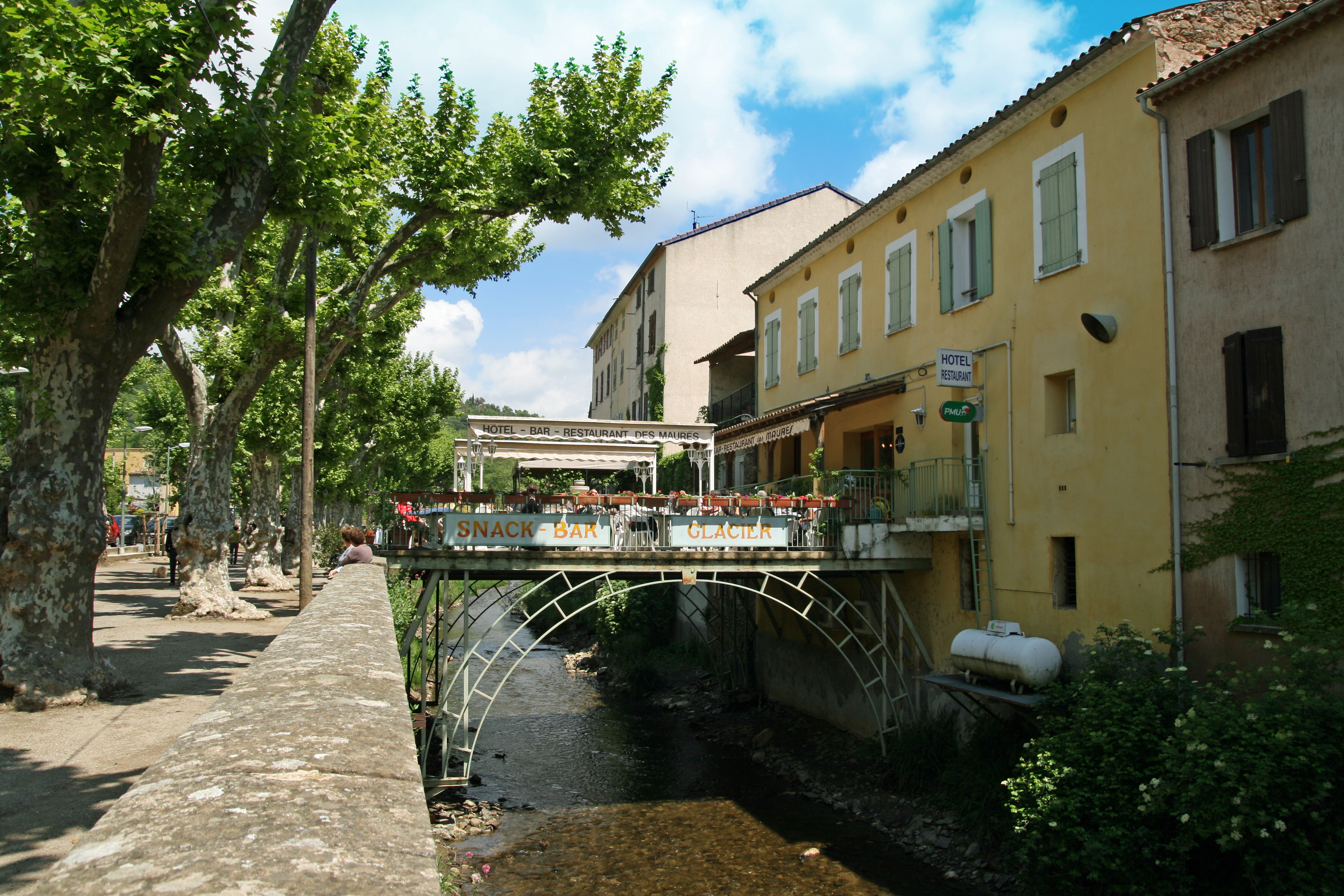
„Brückenrestaurant“
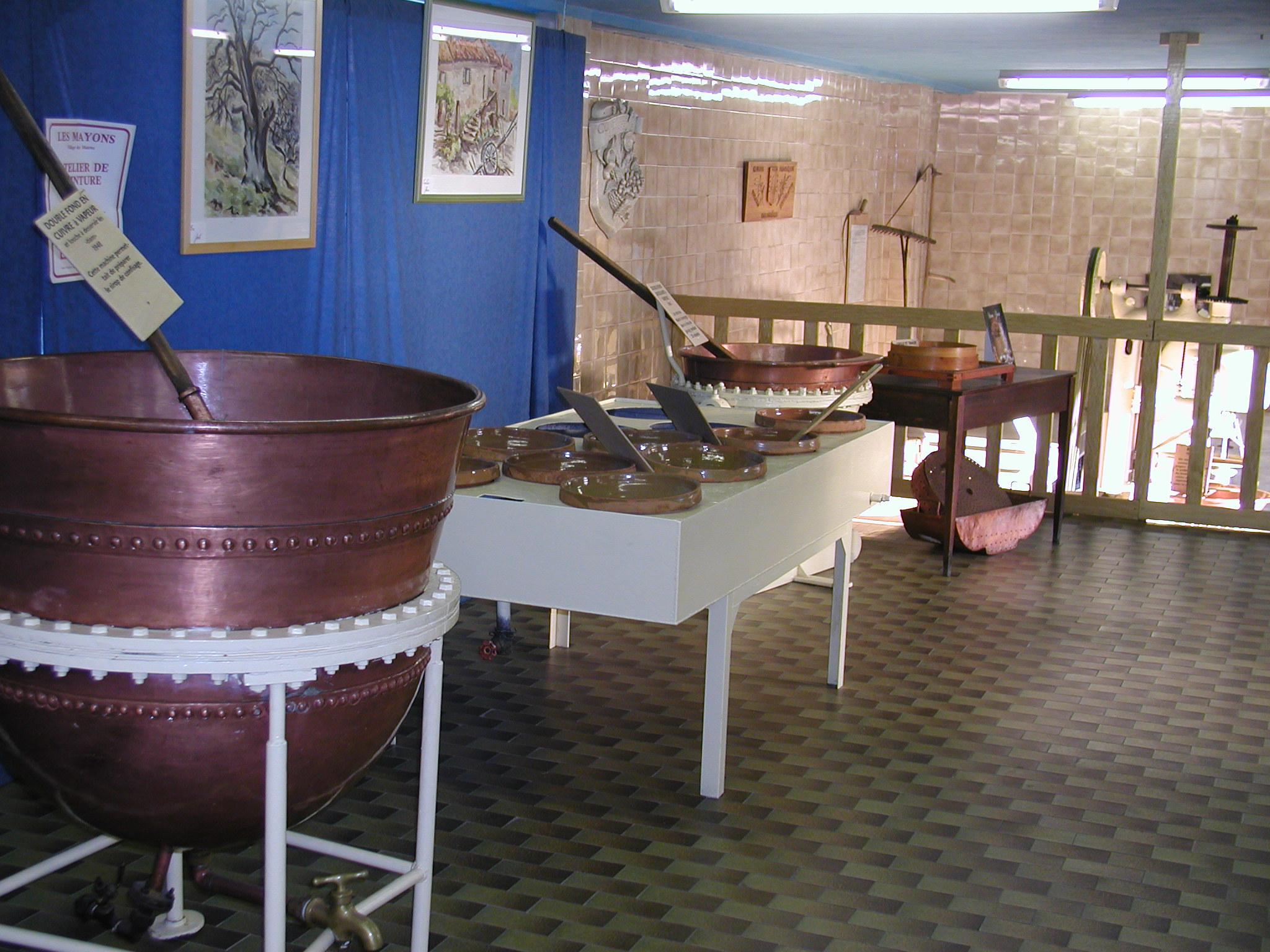
Historische Maschinen für die Maronenverarbeitung
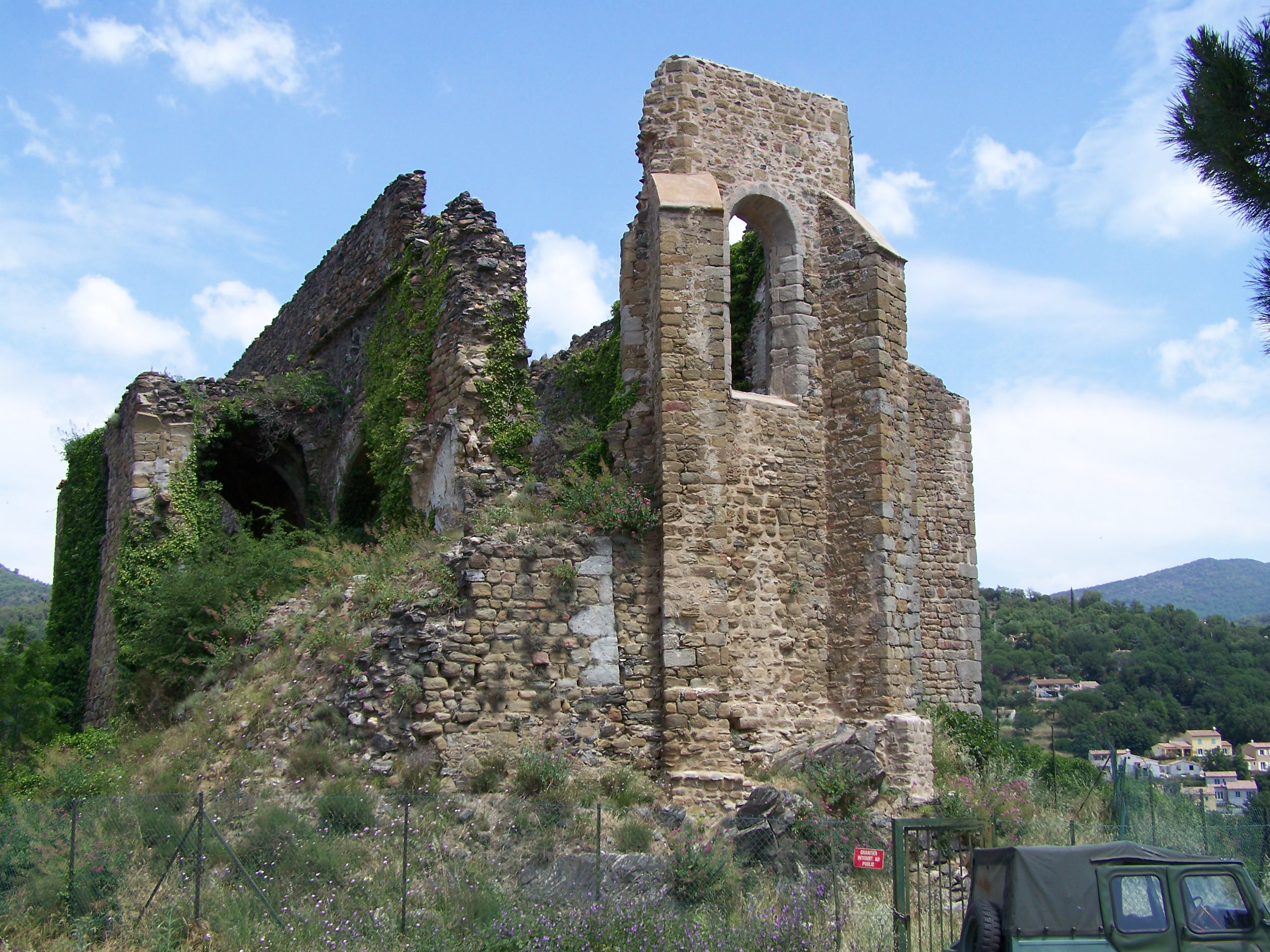
Kirchenruine von Collobrières
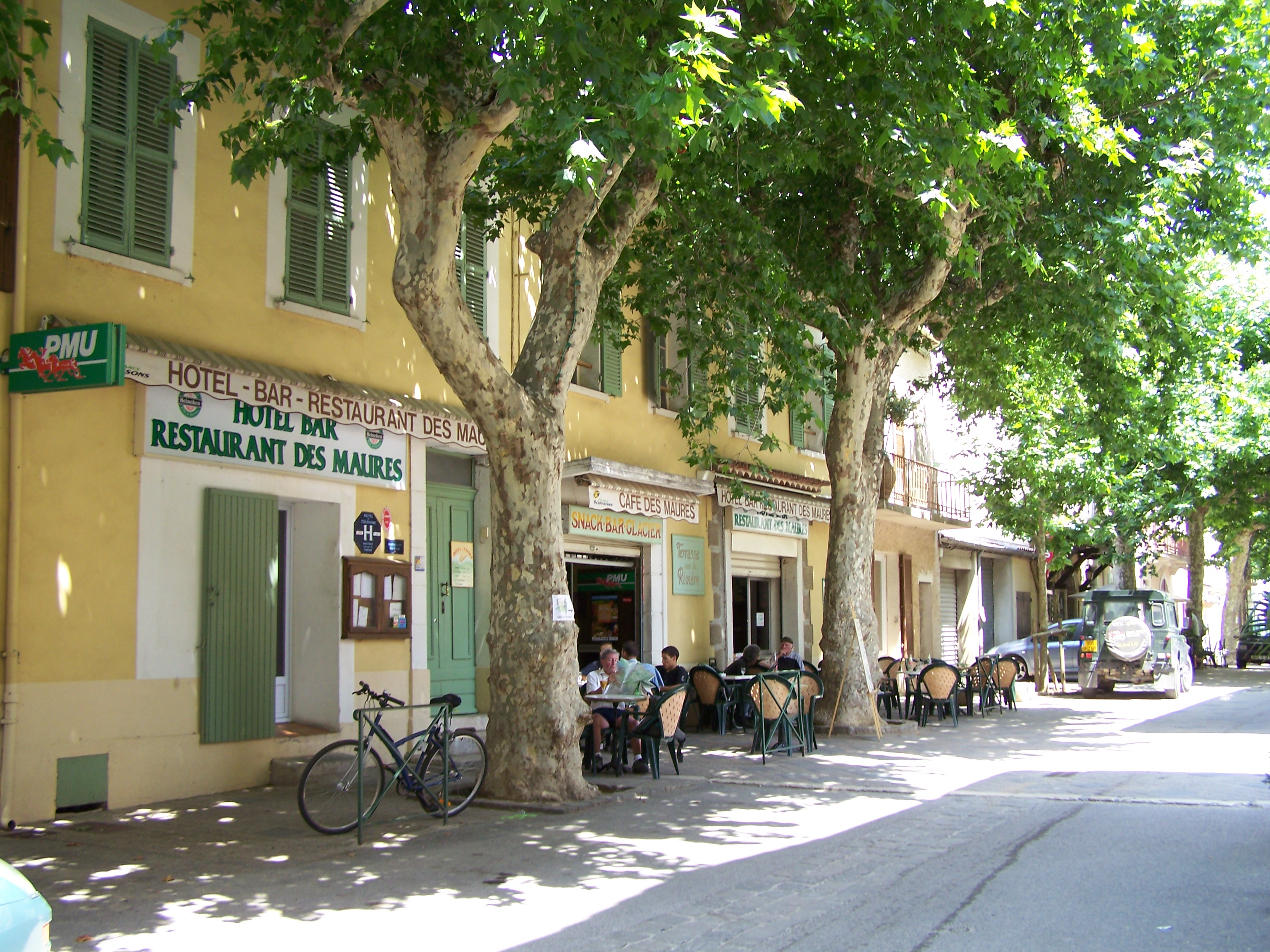
Straßenszene in Collobrières
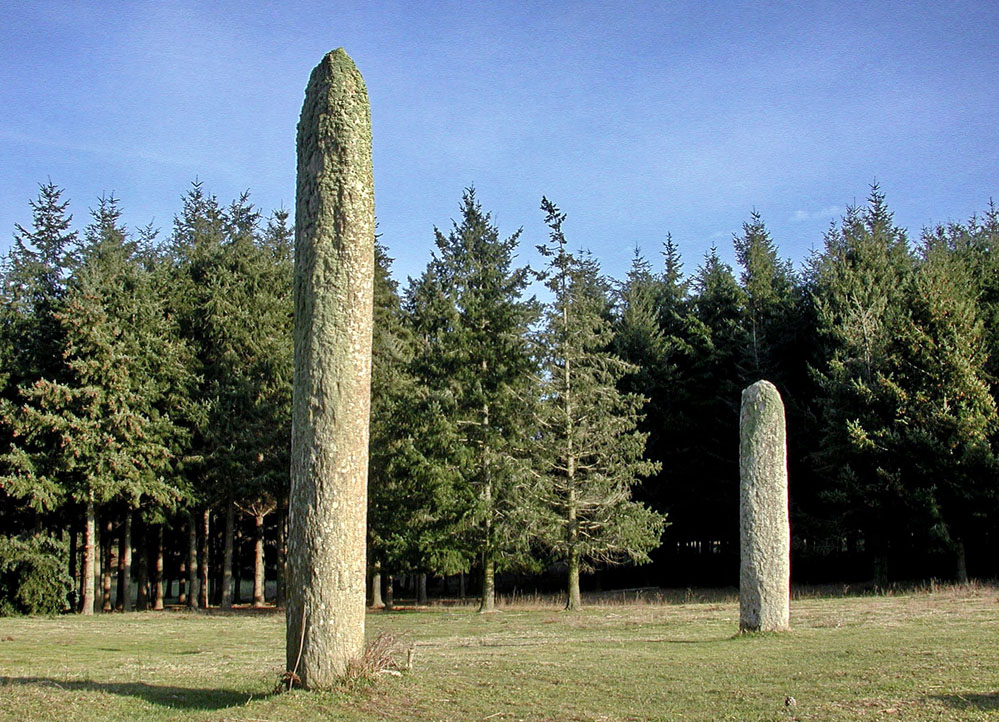
Menhire de la Ferme Lambert

## Feste und Veranstaltungen
- Markttag: Sonntag
- Die letzten drei Sonntage im Oktober: Fête de la Châtaigne (Kastanienfest)